# 巴爾多祿茂 (普世牧首)
巴爾多祿茂一世（1940年2月29日—），自1991年10月22日起擔任第269任君士坦丁堡（今伊斯坦堡）宗主教，為君士坦丁堡普世牧首，為東正教會名義上地位最高的神職人員。全称君士坦丁堡暨新罗马總主教、普世牧首巴尔多禄茂。

## 履历
巴爾多祿茂生於土耳其格克切島塞爾丘克的一個村莊，原名迪米特里奧斯·阿孔托涅斯(希臘語：Δημήτριος Αρχοντώνης），是土耳其公民。早年在印布洛斯和伊斯坦布尔就学。随后于哈尔基神学院完成了他的本科课程。巴尔多禄茂的研究生生涯则是在宗座额我略大学、瑞士的波塞普世学院以及慕尼黑大学度过的。在获得博士学位时，他的论文答辩主要阐述了教会法这一主题。1961年，巴尔多禄茂成为了一名辅祭。1969年祝圣为祭司。1968至1972年，他曾担任哈尔基神学院助理院长，随后成为牧首季米特里奥斯的个人助理。他一直担任该职位至1990年。期间，他升任至菲拉德尔菲亚都主教乃至迦克墩都主教。1991年10月22日，巴尔多禄茂被选为君士坦丁堡普世牧首，其就职典礼于11月2日举行。

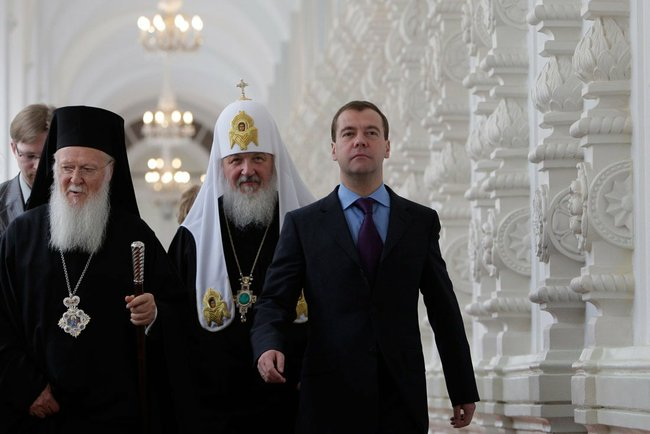
巴尔多禄茂与基里尔牧首、梅德韦杰夫总统

2010年5月，巴尔多禄茂牧首访问了俄罗斯，并会见了基里尔牧首与梅德韦杰夫总统。俄政府称这场会议是建设性的。2014年11月30日，巴尔多禄茂牧首与方济各教宗一起庆祝了使徒安得烈的节庆日并发表了一份共同宣言。宣言中，两方表示会继续推动促进全基督徒的合一。宣言还对中东局势、基督教与伊斯兰教的关系发表了看法。巴尔多禄茂随后邀请方济各一同前往圣地以纪念雅典纳哥拉普世牧首与保禄六世教宗见面五十周年。

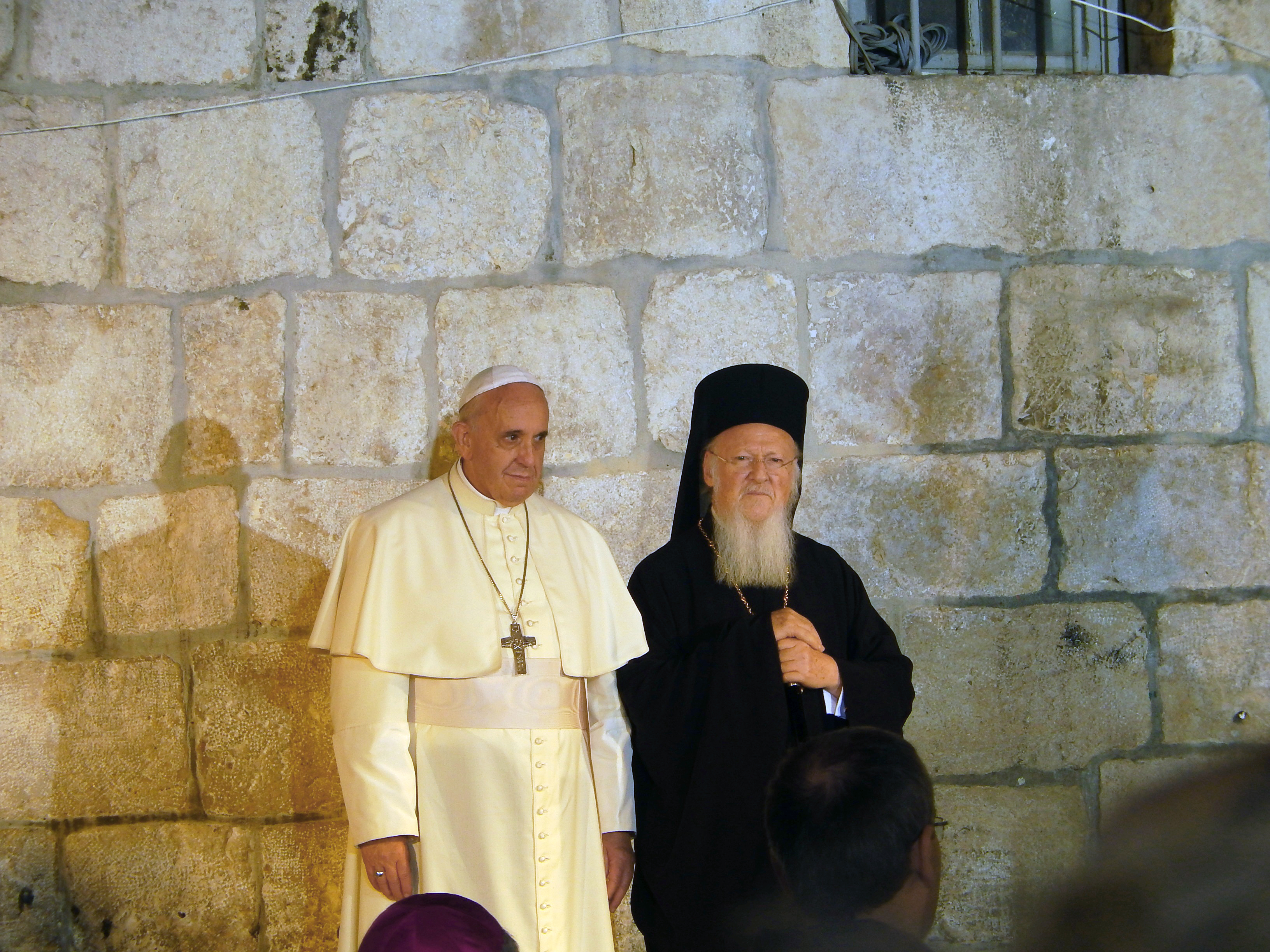
巴尔多禄茂与教宗方济各在耶路撒冷圣墓教堂

2013年5月，三名土耳其人阴谋于君士坦丁堡陷落560周年纪念日上杀害巴尔多禄茂，结果被土耳其警方破获并逮捕。
2018年12月13日，巴尔多禄茂普世牧首和兹拉马都主教区将美国普林斯顿大学告上法庭。普林斯顿大学曾从其校友处获得过在第一次世界大战中丢失的兹拉马拜占庭文稿四份，牧首认为这些文稿都是遭当时入侵希腊的保加利亚军队偷窃遗失的，而普林斯顿大学则认为没有证据显示这些文稿曾遭盗窃。

### 乌克兰教会争议

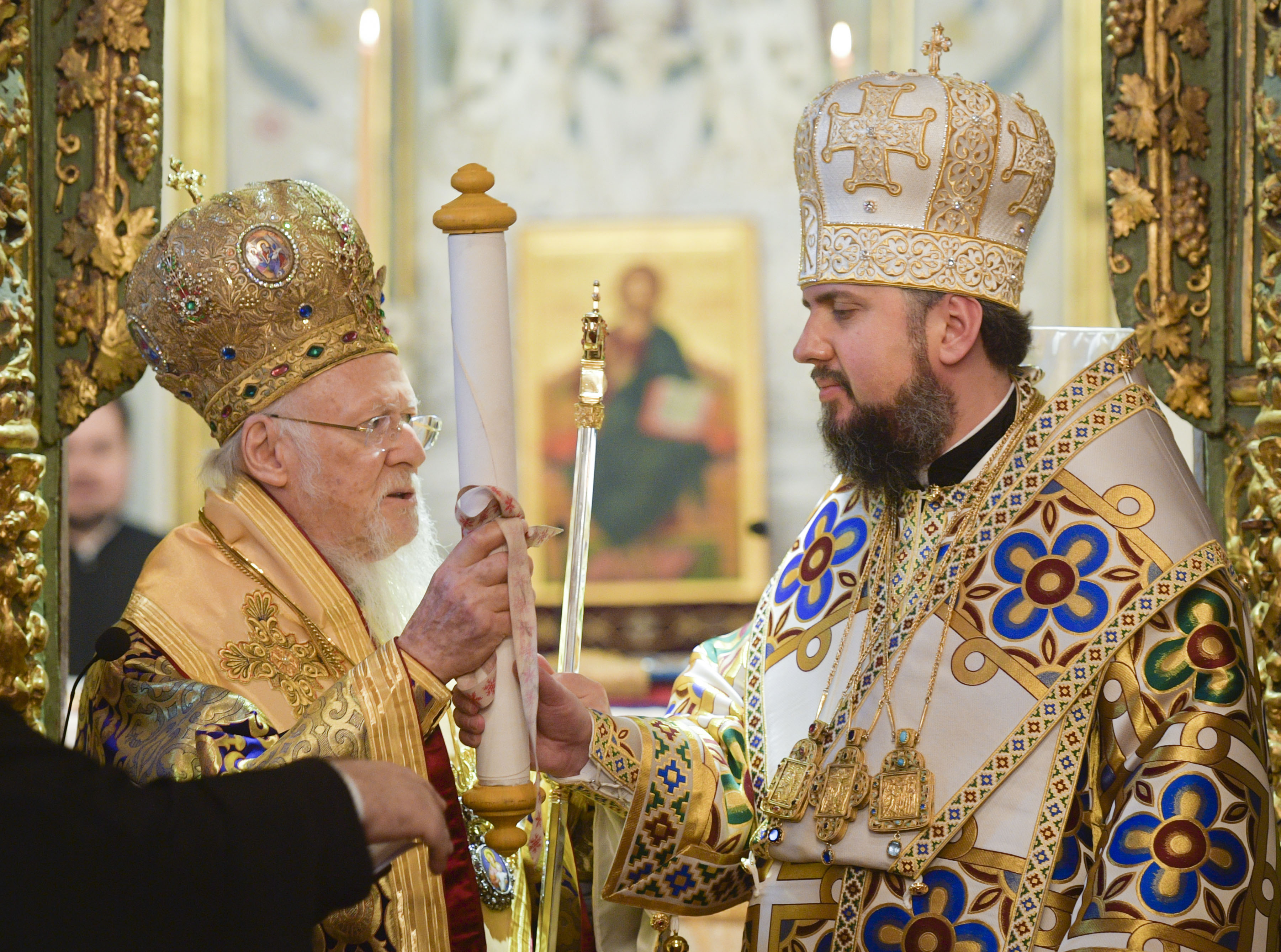
2019年1月6日，巴尔多禄茂牧首对乌克兰教会分裂派的都主教伊皮法纽·杜缅科颁布自治教令

2018年4月，巴尔多禄茂宣布正着手整合乌克兰境内名目不一的正教会。同年8月27日，乌克兰总统波罗申科宣称巴尔多禄茂已经认可乌克兰教会的自治。31日，巴尔多禄茂与俄罗斯牧首基里尔举行了会晤但没有达成一致。9月，巴尔多禄茂宣布将会承认并给予乌克兰正教会自治权，这一动作引起了俄罗斯正教会极大的不满。乌克兰议员穆斯塔法·哲米列夫透露，土耳其总统埃尔多安在该事件中极力支持巴尔多禄茂，有媒体认为美国政府也在幕后起着作用。最终，普世牧首区厄玛奴耳都主教于10月11日的声明重申了乌克兰教会自治权的授予、普世牧首基辅直辖区的建立、移除乌克兰教会菲拉列特宗主教身上的破门令以及反对“将教会财产佔為己有的行为”。11月3日，巴尔多禄茂牧首与乌克兰总统波罗申科签订了一份合作协议，推进其在乌克兰的教会整合计划。12月15日，普世牧首区宣布建立新的“乌克兰正教会”并选举伊皮法纽斯为新一任的首脑。巴尔多禄茂牧首还邀请伊皮法纽都主教至伊斯坦布尔共同庆祝主显节，届时，牧首会颁布有关乌克兰教会自治的教令。1月6日，巴尔多禄茂牧首于圣乔治座堂正式颁布教令授予乌克兰分裂教会自治权。其首脑为伊皮法纽·杜缅科。对于此教令，安提阿牧首约翰十世、塞尔维亚牧首爱任纽及全波兰都主教萨瓦都表示了不认可。而亚历山大牧首塞奧佐羅斯二世、全希腊总主教热罗尼莫二世、賽普勒斯总主教屈梭多模二世分别在2019年11月、2019年10月、2020年10月承認了君士坦丁堡普世牧首給予烏克蘭正教會自主教會地位的決定。

### 马其顿教会
2022年，普世牧首接纳马其顿正教会加入共融，承认北马其顿为教会的法治管辖区。

### 头衔
- 尊榮至聖的君士坦丁堡－新羅馬總主教及普世牧首巴爾多祿茂 （Η Αυτού Θειοτάτη Παναγιότης ο Αρχιεπίσκοπος Κωνσταντινουπόλεως Νέας Ρώμης και Οικουμενικός Πατριάρχης κύριος κύριος Βαρθολομαίος[1]）